# Otjisumeïta
L'otjisumeïta és un mineral de la classe dels silicats. Rep el nom d'Otjisume, el nom en herero per Tsumeb, a Namíbia, on va ser descoberta.

## Característiques
L'otjisumeïta és un silicat de fórmula química PbGe₄O9. Cristal·litza en el sistema triclínic. La seva duresa a l'escala de Mohs és 3.

## Formació i jaciments
Va ser descoberta a la mina Tsumeb, a la localitat homònima de la regió d'Otjikoto, a Namíbia. Es tracta de l'únic indret on ha estat descrita aquesta espècie mineral.